# Duala (peuple)
Pour les articles homonymes, voir Douala (homonymie).
Les Duala sont un peuple d'Afrique centrale vivant au Cameroun, dans la ville de Douala, dans la région du Littoral autour de cette ville, la capitale économique du pays. Ils font partie du groupe Sawa, des populations qui parlent une langue bantoue, le Duala. Les Duala sont divisés en 4 cantons: Akwa, Bèlè-Bèlè, Bell et Deido.

## Ethnonymie
Selon les sources et le contexte, on observe plusieurs variantes: Douala, Duala, Dualas, Dualla, Duela, Dwala, Dwalas, Dwalla, Dwela.
Le nom de l'ethnie viendrait de leur ancêtre Ewalè.

## Langue
Leur langue est le  douala, une langue bantoue dont le nombre de locuteurs natifs est estimé à 1 500 000 voire 2 000 000, parlée en majorité dans la ville et ses environs, et également dans une bonne partie du Sud-Ouest du Cameroun. Elle est également la langue véhiculaire du peuple Sawa, comprise et parlée majoritairement par ceux-ci.
Le Duala est parlé majoritairement dans la ville de Douala dans des quartiers tels que : Deido, Akwa, Bonanjo, Bonapriso, Akwa Nord, Bonassama, Bonaberi, Bonendale etc. , et également dans des villages proches tels que : Ewodi, Jebale, Yabassi et du côté Nord tels que : Bomono, Dibombari, Bôn, Nkongsamba etc.
etc...

## Histoire
- Si vous ne connaissez pas le sujet, laissez ce bandeau (vous pouvez alors contacter les auteurs).
- Si vous supprimez le contenu mis en cause (vous pouvez préalablement contacter les auteurs),

argumentez précisément cette suppression dans la page de discussion
(un manque de référence n'est pas un argument ; une recherche réelle de référence doit avoir été effectuée, être formellement documentée).

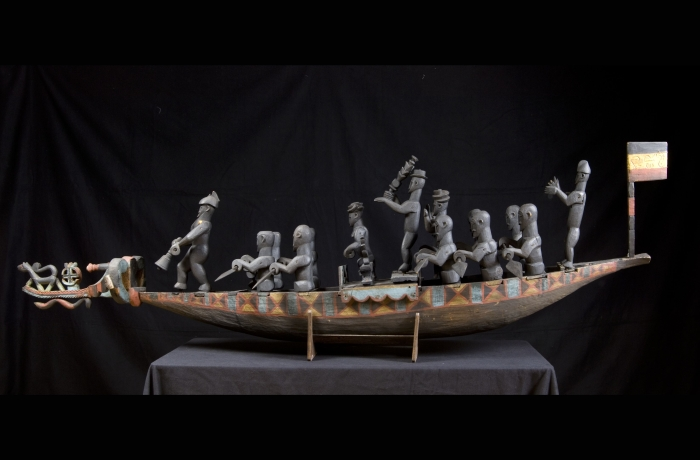
Art colonial : pirogue arborant le drapeau allemand (sic)

Les Duala partageraient avec une grande partie des peuples dits Sawa du Cameroun  un ancêtre commun Mbongo. Celui-ci a donné naissance à Mbedi qui à son tour a engendré Ewale communément appelé "Ewale a Mbedi" (Ewale fils de Mbedi). C'est ce dernier qui est l'ancêtre proprement dit des Duala. Le terme "Duala" serait lui-même une déformation de l'expression "Du'Ewale" qui signifie «de Ewale».
Historiquement ils sont réputés avoir migré depuis une zone entre le Gabon et le Congo, jusqu'au Cameroun à l'embouchure du fleuve Oli (ancienne appellation du fleuve wouri) où ils trouvèrent installés les Basaa et les Bakoko.

## Culture

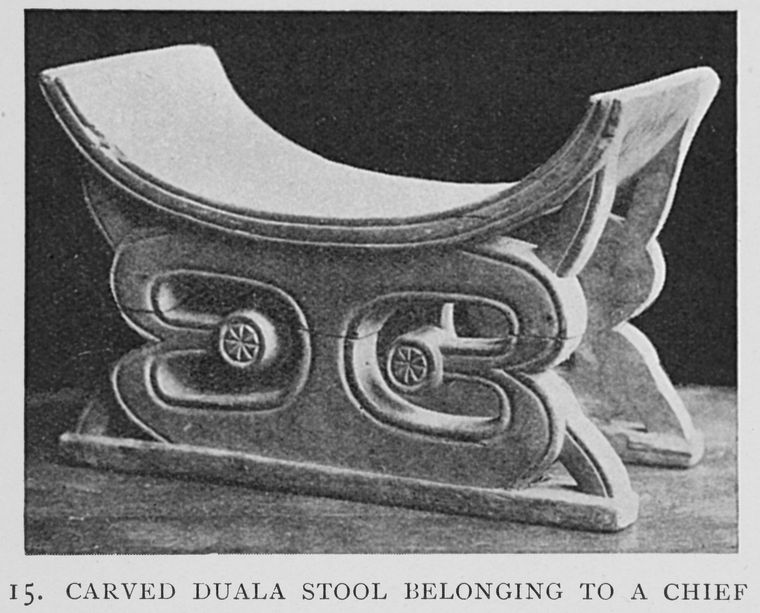
Tabouret sculpté ayant appartenu à un chef (1908)

Les Duala étant un peuple côtier, leurs activités sont souvent tournées vers l'océan et l'estuaire du  fleuve Wouri, comme en témoignent leurs arts et activités traditionnelles, telles les courses de pirogues.
Aujourd'hui le pays Douala est largement christianisé. Autrefois les sociétés secrètes Losango (sing. Isango) y jouaient un grand rôle.

## Personnalités d'ethnie Duala
- Rudolf Douala Manga Bell, résistant à la colonisation allemande
- Isaac Moumé Etia, écrivain et haut fonctionnaire
- Paul Soppo Priso, homme d'affaires
- Francis Bebey, chanteur, musicien et écrivain
- Essaka Ekwalla Essaka, roi de Deido (1977-2013)
- Laurent Esso, homme politique
- Wilfrid Mbappé, entraîneur de football

### Filmographie
- Les yeux de ma chèvre, film de Monique Tosello d'après le livre d'Éric de Rosny, Les films d'ici, Arcane films, France 2, Paris, 1993, 52 min (VHS)